# 無根藤
無根藤 （学名：Cassytha filiformis），或稱為無根草，為樟科植物中少數的藤本寄生植物，屬於泛熱帶地區分布的種類。某些地區用全草作為利尿劑；由於植株具黏液，亦供作造紙工業裡的膠使用。

## 名稱
學名種小名 filiformis ，拉丁文 filum 指線，filiformis 即線形、線狀之意。

## 形態
無根藤的莖綠色至褐色，略呈木質；具纏繞性，常寄生於多種喬木及灌木植株上，藉由吸器汲取宿主水份及養份。植株體內具黏液。幼株常具鏽(色)毛，但成熟後稀疏分布或不具毛。
葉退化，細小、呈鱗片狀。
花小型，兩性（極少為雌雄異株的單性花，若此情況可能緣於雄不稔或雌不稔之未正常發育）。花具柄或無柄，苞片鱗片狀，具兩枚小苞片與花被合生。花聚生成穗狀、頭狀、或總狀的花序。
花被管呈倒圓錐形或卵形，開花後頂端收縮。花被片6枚，呈2輪，外輪的3枚極小。雄蕊9枚，其中第2輪雄蕊少數狀況下會退化為細小的假雄蕊。第1輪及第2輪的花絲不具腺體，第3輪具有無柄的腺體。花藥2室，第1輪及第2輪的花藥朝內生長，第3輪則為朝外生長。假雄蕊3枚，具柄或無柄。
子房在花期幾乎完全顯露於花被之外，但開過花後，由於此時膨大的花被片頂端收縮，被管狀的花被完全包覆住。花柱非宿存，柱頭極小，有些種類為頭狀(則其花柱極短)。
漿果被膨大、肉質的花被管包覆 (與花被離生)，花被管上方(末端)具腔室及花被片。7月至10月成熟。

## 分布
無根藤屬植物大部份的種類分布在澳洲，少數種類在非洲，本種則屬於廣泛分布型，泛熱帶地區的海邊常見。

## 外部連結
- 無根藤, Wugenteng （页面存档备份，存于） 藥用植物圖像數據庫 (香港浸會大學中醫藥學院) （繁體中文）（英文）
- 無根藤 Wu Gen Teng （页面存档备份，存于） 中藥標本數據庫 (香港浸會大學中醫藥學院) （繁體中文）（英文）